# Forces Elèctriques d'Andorra
Forces Elèctriques d'Andorra (FEDA, Fuerzas Eléctricas de Andorra) es una empresa del principado de Andorra de capital 100% público encargada de la importación y generación de electricidad y del suministro eléctrico del país. Su antecesor directo es Forces Hidroelèctriques d'Andorra (FHASA, Fuerzas Hidroeléctricas de Andorra), que fue rescatada y nacionalizada en 1988 por el Consejo General de Andorra y fue reconvertida en la actual FEDA.
Entre otros FHASA es conocida por la construcción de la central de Engordany y de la carretera de España, además de por las conocidas «huelgas de FHASA» que consiguieron el sufragio universal (masculino) para los andorranos, hasta aquel entonces limitados a los cabezas de familia, escenificando las tres únicas huelgas generales de la historia de Andorra.